# Manuel Soler
Manuel Soler Cruz (Guadix, Granada, 19 de mayo de 1955) es un biólogo, etólogo y ornitólogo español. Es catedrático de Biología Animal en la Universidad de Granada y fue presidente de la Sociedad Española de Biología Evolutiva desde su fundación en 2005 hasta noviembre de 2009.